# Golf en Countryclub Crossmoor
De Golf & Countryclub Crossmoor is een Nederlandse golfclub in Weert in de provincie Limburg. De golfclub staat ingeschreven in de competitie van de NGF en van NoBraGolf.
Sinds 2007 wordt in oktober het Crossmoor Jeugd Open georganiseerd voor spelers die de dag voor de wedstrijd tussen de 12 en 21 jaar zijn. 
Atletiek: AV Weert · Badminton: BC Stramproy · BC Weert '67 · Basketbal: Aeternitas · BAL · Golf: Golf en Countryclub Crossmoor · Handbal: Rapiditas · Boogschieten: HV Ontspanning Tungelroy · Batavieren-Treffers · Hockey: HV Weert · Korfbal: KV Wertha · Paardensport: Equinus · Roeien: RV Weert · Tafeltennis: TTV Megacles · Tennis: TC Weert Oost · TC Boshoven · TC Altweerterheide · TC Weert · Turnen: Jan van Weert · Voetbal: SV Altweerterheide · Brevendia · RKTVV Crescentia · DESM · SV Laar · MMC Weert · FC ODA · RKSVV · Wilhelmina '08 · Volleybal: VC Boshoven · Stravoc · VC Weert · Waterpolo en zwemmen: ZPC de Rog